# Ракса, Поля
По́ля Ра́кса (пол. Pola Raksa; Аполо́ния Ра́кса, пол. Apolonia Raksa; род. 1941) — польская актриса кино, театра и телевидения.

## Биография
Поля Ракса родилась 14 апреля 1941 года в городе Лида (тогда — в Барановичской области) Белорусской ССР. В 1943 году семья уехала из Лиды и поселилась во вроцлавском пригороде Лесница.
В кино дебютировала в 1960 году в фильме «Сатана из седьмого класса». В 1964 году окончила киношколу в Лодзи. В эти годы она снималась в ролях молодых варшавянок. В 1964 году снялась в фильме Войцеха Ежи Хаса «Рукопись, найденная в Сарагосе», а в 1965 — в фильме Анджея Вайды «Пепел». В 1966 году начала сниматься в ставшем популярным в Польше и СССР телесериале «Четыре танкиста и собака» в роли медсестры Маруси по прозвищу Огонёк.
В том же году снялась на Рижской киностудии в военной драме «Ноктюрн».
В 1967 году исполнила главную роль в фильме кинорежиссёра Михаила Богина «Зося». Фильм был снят по рассказу писателя Владимира Богомолова. За эту роль она была удостоена приза журнала «Советский экран» на Международном Московском кинофестивале.
В 1968 году Поля Ракса переехала в Варшаву, где вплоть до 1986 года работала в театре Вспулчесны.
В начале 1990-х годов актриса ушла из актёрской профессии и в настоящее время занимается модой.

## Фильмография
- 1960 — Действительность / Rzeczywistość — Марыся
- 1960 — Сатана из седьмого класса / Szatan z siódmej klasy — Ванда
- 1962 — Клуб холостяков / Klub kawalerów — Марыня
- 1963 — Их будний день / Ich dzień powszedni — Гражина
- 1963 — Разводов не будет / Rozwodów nie będzie — Крыся
- 1964 — Барышня в окошке / Panienka z okienka — Хедвига-Мария Калиновска
- 1964 — Вернись, Беата! / Beata — Беата Клосович
- 1964 — Рукопись, найденная в Сарагосе / Rękopis znaleziony w Saragossie — Инезилья, сестра Камиллы
- 1965 — Капитан Сова идёт по следу / Kapitan Sowa na tropie (телесериал), «Тихая комнатка» (4-я серия)— Зузанна Гавлик
- 1965 — Голубая комната / Błękitny pokój — Изабелла
- 1965 — Пепел / Popioły — Хелена де Вит
- 1966 — Бич Божий / Bicz Boży — Ханя, любимая Павла
- 1966-1970 — Четыре танкиста и собака (телесериал) / Czterei pancerni i pies — Маруся-«Огонёк» (с 4-й серии)
- 1966 — Ноктюрн — Иветта
- 1967 — Зося / Zosia — Зося
- 1967 — Париж-Варшава без визы / Paryż-Warszawa bez wizy — Эльжбета
- 1968 — Приключение с песенкой / Przygoda z piosenką — Марёля Броньская
- 1970 — В погоне за Адамом / Pogoń za Adamem — Кама / София Заблоцкая
- 1973 — Снегопад / Hószakadás / Śnieżyca — парашютист
- 1975 — Симеон Столпник / Oszlopos Simeon — соседка Яноша Кисса
- 1979 — Ария для атлета / Aria dla atlety — Цецилия, жена Гуралевича
- 1980 — Ничего не мешает / Nic nie stoi na przeszkodzie — Ирена, жена Павла
- 1982 — Elveszett illúziók / Stracone złudzenia — девушка из библиотеки
- 1986 — Тюльпан / Tulipan (телесериал) — Варвара Кубицкая, журналистка (только в 6-й серии)
- 1993 — Похищение Агаты — мать Агаты

## Награды
- Приз журнала «Советский экран» на МКФ в Москве-67.
- Заслуженный деятель культуры Польши (1979)
- Лауреат премии II телевизионного фестиваля драматических театров за роль в спектакле «Ромео и Джульетта» (1965)
- Лауреат премии «Серебряная маска» (1967, 1969, 1970)
- Золотой Крест Заслуги (1974)
- Лауреат премии журнала «Советский экран» на ММКФ (1967, за роль в фильме «Зося»)